# سوزان هيل (ناشطة)
سوزان هيل (بالإنجليزية: Susan Hill)‏ هي ناشِطة أمريكية، ولدت في 7 أغسطس 1948 في درم في الولايات المتحدة، وتوفيت في 30 يناير 2010 في رالي في الولايات المتحدة.